# Pepe Auth Stewart
José Auth Stewart (Santiago del Cile, 6 marzo 1957) è un politico cileno, appartenente al Partito per la Democrazia.
È anche un sociologo, direttore teatrale.

## Biografia
Josè Auth è nato a Santiago del Cile ma ha trascorso la sua infanzia a Cerro Sombrero, una località collocata nella Patagonia cilena. Si è laureato in sociologia all'Università di Parigi. Grande appassionato di teatro, è diventato direttore in molte tournée e dal 1997 ha avuto come soprannome Pepe.
Ha iniziato la sua carriera politica nel Partito Socialista del Cile nel 1979, fiero oppositore di Augusto Pinochet e sostenitore dell'opposizione di centrosinistra. Nel 1987 ha partecipato alla fondazione del Partito per la Democrazia di cui è diventato segretario nel 2008.
Tra gli incarichi di prestigio che Auth ha ricoperto vi è il ruolo di ambasciatore del suo paese in Svezia tra il 2000 e il  2004.